# 垃圾洲
垃圾洲（英語：Lap Sap Chau），是香港的一個島嶼，地區行政上屬於西貢區。位於西貢市對開海面，大洲以南，棺材排、羊洲以北。
垃圾洲上並沒有居民居住。